# 산단로 (평택시)
산단로(Sandan-ro)는 경기도 평택시 장당동에서 도일동까지 이르는 평택시도로, 총 연장은 2.899km이다. 도로의 명칭이 유래된 것은 산업공단 근처에 지역적 특성을 반영하여 산단로로 명명되었다.

## 역사
- 2009년 12월 24일 : 도로명으로 산단로를 고시

## 주요 경유지
- 평택시
  - 장당동 - 모곡동 - 칠괴동 - 도일동

## 접촉하는 도로
- 직결 : 원칠원길
- 교차 : 경기대로, 삼남로

## 주요 건물 및 시설
- 솔레오코스메틱 (산단로 24/모곡동 446-2)
- 협화전기공업 (산단로 51/모곡동 436-6)
- 은혜빌딩 (산단로 52/모곡동 442-2)
- 형진열처리 (산단로 65/모곡동 437-7)
- 이프로 (산단로 77/모곡동 437-5)
- 쎈텍 (산단로 81/모곡동 437-4)
- 한진전자공업 (산단로 99/모곡동 438-7)
- 한미사이언스 송탄공장 (산단로 106/모곡동 440-1)
- 규암 (산단로 107/모곡동 439-2)
- 광동제약 (산단로 114/모곡동 440-2)
- 동광제약 (산단로 115/모곡동 439-1)